# NGC 689
NGC 689 è una galassia a spirale intermedia situata nella costellazione della Fornace, a una distanza di circa 191 milioni di anni luce dalla nostra Via Lattea.

## Scoperta
La galassia è stata scoperta nel 1886 dall'astronomo statunitense Ormond Stone.

## Descrizione
NGC 692 ha una classe di luminosità I-II e presenta una larga riga a 21 cm dell'idrogeno neutro.

## Supernova
All'interno della galassia il 7 luglio 2007 è stata scoperta la supernova SN 2007rv da parte dell'astronomo amatoriale Thiam-Guan Tan. La supernova è stata classificata di tipo Ia.